# 2023年威尼斯巴士坠毁事故
2023年10月3日，一辆公共汽车从意大利威尼斯梅斯特雷的一座立交桥上坠落，造成21人死亡，15人受伤。

## 事故

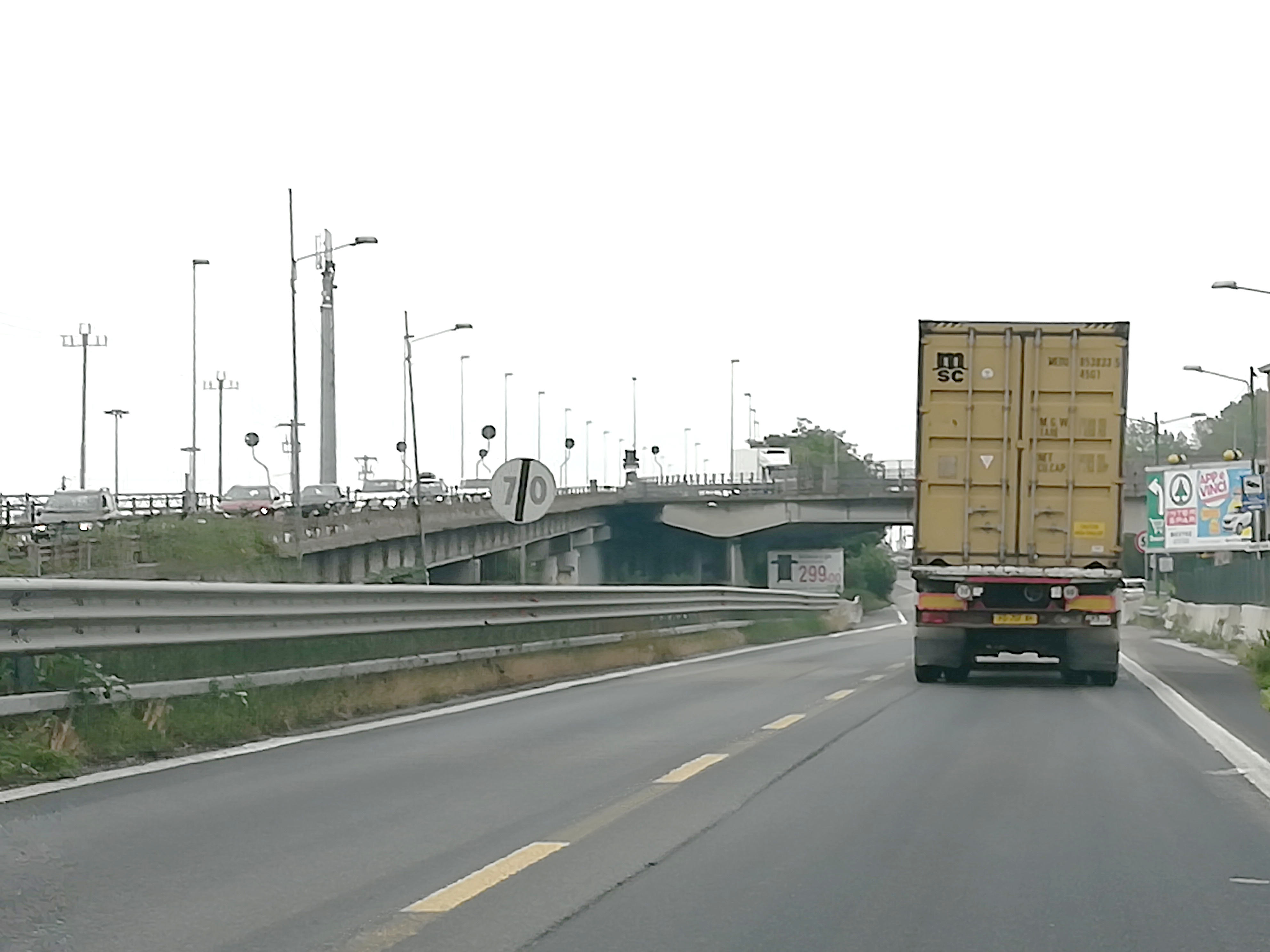
事故现场（立交桥在左侧）

事故发生在欧洲中部时间19:45，当时巴士正将游客从威尼斯历史中心的罗马广场运往马格拉的一个露营地。
目击者称，在梅斯特雷通往马格拉和A57高速公路的天桥下坡路段，巴士沿着护栏刮了50米后冲破护栏，坠落了约15米，撞上了电线，然后倒着着地，车头被完全压碎。起火点靠近威尼斯梅斯特雷车站附近的铁轨。
这辆车是当地一家公司租来运送乘客的，重13吨，车龄不到一年。为纯电驱动，负责现场的消防队指挥官称巴士的电池起火了。
威尼斯交通委员随后证实，发生事故的天桥自2016年起就需要翻修，但由于承包商无法到场，预计耗资700万欧元的维修工程直到2023年9月才开始。虽然工程最终完工，但修复工程距离公交车穿透的主护栏已有1.5米的缺口还有400米，天桥边缘还有一道辅助金属栅栏。

## 伤亡
在巴士上的40人中，至少有21名乘客遇难，另有15人受伤，其中7人伤势严重。  死者中有9名乌克兰公民、一家4口罗马尼亚人、3名德国人、2名葡萄牙人、1名怀孕的克罗地亚人、1名南非人，以及 40 岁的意大利司机，据报道，该司机有长达7年的巴士司机经验。
伤者包括4名乌克兰人、2名西班牙人、1名克罗地亚人、1名法国人和1名奥地利人，以及4名未成年人。

## 后续
路过民众及事发地附近公寓楼的居民率先抵达车祸现场，将伤者及死者从事故巴士拉出，并尝试灭火。特雷維索当局派出20多辆救护车及空中救护队抵达现场，将伤者送到梅斯特雷、米拉诺、帕多瓦和特雷维索的医院。救援行动共持续大约两小时。出事大巴残骸于第二天被拖走。附近一家医院还设立接待处，为受害者家属提供心理支持。
10月4日，威尼斯检察官对事件展开调查，调查内容涵盖天桥护栏的状况、对大巴司机进行验尸，以及对大巴司机的通话记录展开调查。

## 各方反应
威尼斯市长路易吉·布鲁尼亚罗称事件“宛如世界末日”。当局也举行了官方的哀悼仪式。威尼托大区主席卢卡·扎亚宣布全区政府办公楼下半旗致哀，向事故死难者表示哀悼。威尼斯宗主教弗朗西斯科·莫拉利亚前往事故现场，为死者祈祷。
意大利总理喬治亞·梅洛尼、意大利总统塞尔焦·马塔雷拉、法国总统埃马纽埃尔·马克龙、德国外交部长安娜琳娜·貝伯克、匈牙利总理奧班·維克多、欧洲理事会主席夏尔·米歇尔、欧洲委员会主席乌尔苏拉·冯德莱恩就事件表示哀悼及慰问。意大利参议院于10月4日的会议中为死难者默哀。